# Challenger de Lexington 2017

El torneo Kentucky Bank Tennis Championships 2017 fue un torneo profesional de tenis. Perteneció al ATP Challenger Series 2017. Se disputó en su 22.ª edición sobre superficie dura, en Lexington, Estados Unidos entre el 30 de julio al el 6 de agosto de 2017.

## Jugadores participantes del cuadro de individuales
| Favorito | País                      | Jugador            | Rank1 | Posición en el torneo |
| -------- | ------------------------- | ------------------ | ----- | --------------------- |
| 1        | Bandera de Kazajistán     | Alexander Bublik   | 122   | Segunda ronda         |
| 2        | Bandera de Estados Unidos | Denis Kudla        | 172   | Cuartos de final      |
| 3        | Bandera de Australia      | John Millman       | 175   | FINAL                 |
| 4        | Bandera de Estados Unidos | Michael Mmoh       | 175   | CAMPEÓN               |
| 5        | Bandera de Irlanda        | James McGee        | 206   | Segunda ronda         |
| 6        | Bandera de Australia      | John-Patrick Smith | 209   | Segunda ronda         |
| 7        | Bandera de Australia      | Andrew Whittington | 228   | Primera ronda         |
| 8        | Bandera de Eslovenia      | Blaž Rola          | 244   | Segunda ronda         |

- 1 Se ha tomado en cuenta el ranking del 24 de julio de 2017.

### Otros participantes
Los siguientes jugadores recibieron una invitación (wild card), por lo tanto ingresan directamente al cuadro principal (WC):
- William Bushamuka
- Eric Quigley
- Martin Redlicki
- Michael Redlicki

Los siguientes jugadores ingresan al cuadro principal tras disputar el cuadro clasificatorio (Q):
- JC Aragone
- Ryan Haviland
- Christopher Rungkat
- Jesse Witten

## Campeones

### Individual masculino
- Michael Mmoh derrotó en la final a  John Millman, 4–6, 7–6(7–3), 6–3

### Dobles masculino
- Alex Bolt /  Max Purcell derrotaron en la final a  Tom Jomby /  Eric Quigley, 7–5, 6–4